# Hockey Club Slavia Praha
L'HC Slavia Praha è una squadra di hockey su ghiaccio di Praga, milita nella Chance Liga, seconda serie del campionato ceco.

## Denominazioni
La squadra ha cambiato più volte denominazione:
- 1900 – SK (Sportovní klub) Slavia Praha
- 1948 – Sokol Slavia Praha
- 1949 – Dynamo Slavia Praha
- 1953 – Dynamo Praha
- 1965 – Slavia Praha
- 1977 – Slavia IPS Praha
- 1993 – HC Slavia Praha

## Palmarès
Extraliga ceca
- 2 titoli:

2003 e 2008

## Hall of Fame
Lista di Campioni del Mondo e Campioni Olimpici che hanno giocato nello Slavia Praga:
- Jan Fleischmann[1]
- Miloslav Fleischmann[2]
- Jaroslav Jarkovský[3]
- Jaroslav Jirkovský
- Tomáš Kucharčík
- Josef Loos[4]
- Vilém Loos
- Jan Palouš
- František Rublič
- Vladimír Růžička
- Bohumil Steingenhöfer[5]
- Jaroslav Špaček
- Josef Šroubek
- Viktor Ujčík
- Josef Vašíček
- Otakar Vindyš
- Tomáš Vlasák